# Кісо (Наґано, містечко)

35°50′33″ пн. ш. 137°41′30″ сх. д. / 35.84250° пн. ш. 137.69167° сх. д.
Кісо́ (яп. 木曽町, きそまち, МФА: [kʲiso mat͡ɕi̥]) — містечко в Японії, в повіті Кісо префектури Наґано. Станом на 1 квітня 2009 площа містечка становила 476,06 км². Станом на 1 липня 2011 населення містечка становило 12 673 осіб.